# لیون سمیچ
لیون سمیچ (انگلیسی: Lion Semić؛ زادهٔ ۱۳ سپتامبر ۲۰۰۳) بازیکن فوتبال اهل آلمان است.
وی همچنین در تیم‌های ملی فوتبال زیر ۱۶ سال آلمان، جوانان آلمان، جوانان آلمان، و جوانان آلمان بازی کرده‌است.